# Mangone
Mangone es una localidad italiana de la provincia de Cosenza, región de Calabria, con 1.853 habitantes.

## Evolución demográfica
| Gráfica de evolución demográfica de Mangone entre 1861 y 2001 |
|                                                               |
| Fuente ISTAT - Elaboración gráfica por parte de Wikipedia     |